# Championnat du monde féminin de basket-ball 1959
Navigation
Brésil 1957 Pérou 1964
Le Championnat du monde féminin de basket-ball 1959, organisé par la FIBA, s’est déroulé à Moscou, en Union soviétique, du 10 au 18 octobre 1959. Y participèrent seulement 8 sélections.
Disputé en pleine guerre froide, ce 3e championnat du monde se distingue par quelques curiosités, puisqu’aucune équipe du continent américain n’y participa. De ce fait, ce fut l’unique phase finale d’un mondial à laquelle ne participèrent pas les États-Unis. Outre le fait que seules 8 sélections jouèrent, il n’y en eut qu’une (la Corée du Sud) qui n’était pas européenne. Avec la Yougoslavie, c’étaient également les deux seules sélections n’appartenant pas au bloc dit de l’est. La Corée du Sud était même le seul représentant d’un pays capitaliste dans le tournoi.
Une autre spécificité de ce tournoi est le déroulement même de la compétition. On peut le considérer, d’un point de vue purement technique, comme le plus juste tournoi de l’histoire puisque ce fut le seul tournoi organisé comme une ligue où tous les participants se sont rencontrés.

## Préparation de l'événement

### Lieux de compétition
| [[Fichier:Russia_European_part_laea_location_map.svg\|250px\|{{#if:\|{{{alt}}}\|Championnat du monde féminin de basket-ball 1959 est dans la page Russie européenne.]]Moscou |                            |
| [[Fichier:Russia_European_part_laea_location_map.svg\|250px\|{{#if:\|{{{alt}}}\|Championnat du monde féminin de basket-ball 1959 est dans la page Russie européenne.]]Moscou | Moscou                     |
| --- | -------------------------- |
| [[Fichier:Russia_European_part_laea_location_map.svg\|250px\|{{#if:\|{{{alt}}}\|Championnat du monde féminin de basket-ball 1959 est dans la page Russie européenne.]]Moscou | Palais des sports Loujniki |
| [[Fichier:Russia_European_part_laea_location_map.svg\|250px\|{{#if:\|{{{alt}}}\|Championnat du monde féminin de basket-ball 1959 est dans la page Russie européenne.]]Moscou | Capacité : 11 500          |
| [[Fichier:Russia_European_part_laea_location_map.svg\|250px\|{{#if:\|{{{alt}}}\|Championnat du monde féminin de basket-ball 1959 est dans la page Russie européenne.]]Moscou |                            |

## Équipes participantes

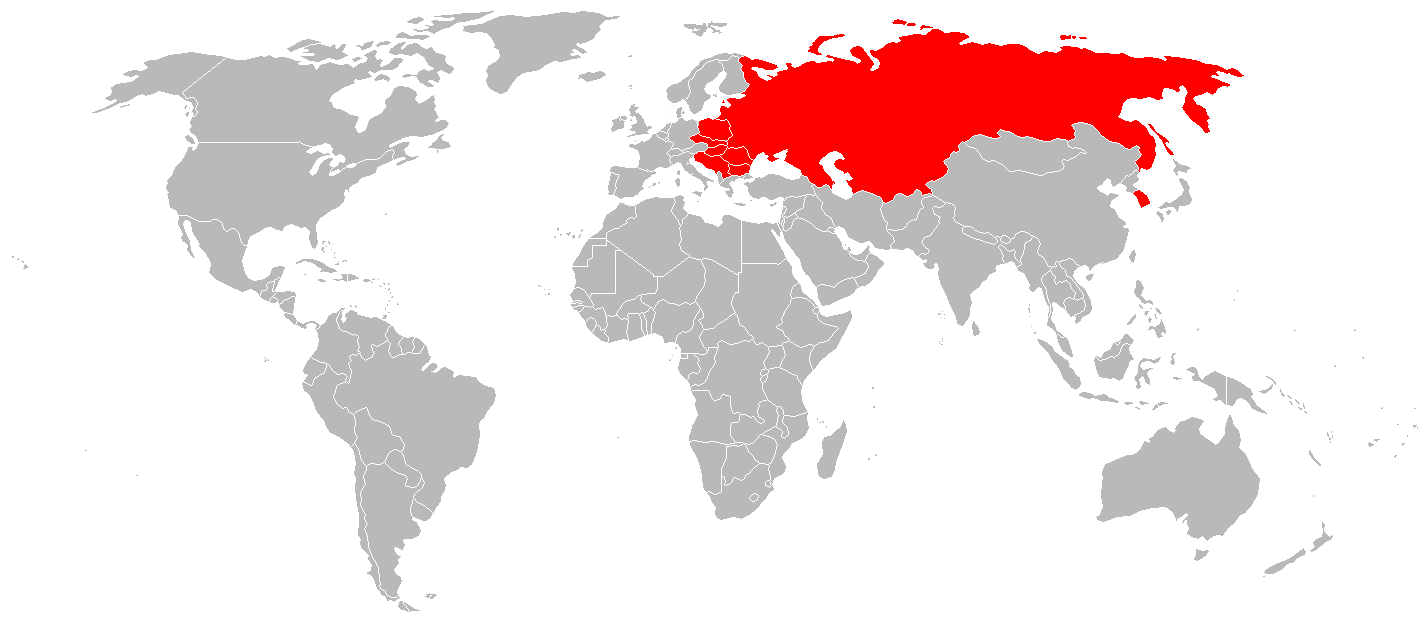
Carte des nations participantes

| Asie          | Europe           |
| ------------- | ---------------- |
| Corée du Nord | Bulgarie         |
|               | Tchécoslovaquie  |
|               | Hongrie          |
|               | Pologne          |
|               | Roumanie         |
|               | Union soviétique |
|               | Yougoslavie      |

## Compétition

### Format
Chaque équipe joua un match contre toutes les autres. Le classement s’établit conformément au nombre de matches gagnés par chaque équipe. En cas d’égalité, les équipes furent départagées par leur affrontement direct. En raison du boycott du tournoi par les équipes d'Amérique du Sud, d'Amérique centrale et du Nord et d'Australie. Il n'y a pas eu de tournoi de qualification. Les finalistes du tournoi de groupe ont déterminé les gagnants.

### Poule finale

#### 1rejournée
| 10 octobre | Tchécoslovaquie | 76 | 61 | Pologne          |
| 10 octobre | Roumanie        | 52 | 41 | Corée du Nord    |
| 10 octobre | Bulgarie        | 70 | 41 | Hongrie          |
| 10 octobre | Yougoslavie     | 42 | 80 | Union soviétique |

#### 2ejournée
| ? octobre | Tchécoslovaquie | 55 | 38 | Roumanie         |
| ? octobre | Hongrie         | 49 | 48 | Yougoslavie      |
| ? octobre | Pologne         | 45 | 67 | Union soviétique |
| ? octobre | Corée du Nord   | 42 | 48 | Bulgarie         |

#### 3ejournée
| ? octobre | Roumanie         | 45 | 52 | Pologne         |
| ? octobre | Union soviétique | 51 | 29 | Hongrie         |
| ? octobre | Yougoslavie      | 50 | 47 | Corée du Nord   |
| ? octobre | Bulgarie         | 54 | 47 | Tchécoslovaquie |

#### 4ejournée
| ? octobre | Corée du Nord   | 24 | 89 | Union soviétique |
| ? octobre | Roumanie        | 37 | 64 | Bulgarie         |
| ? octobre | Pologne         | 62 | 40 | Hongrie          |
| ? octobre | Tchécoslovaquie | 79 | 43 | Yougoslavie      |

#### 5ejournée
| ? octobre | Yougoslavie      | 40 | 38 | Roumanie        |
| ? octobre | Union soviétique | 59 | 46 | Tchécoslovaquie |
| ? octobre | Hongrie          | 62 | 57 | Corée du Nord   |
| ? octobre | Bulgarie         | 62 | 48 | Pologne         |

#### 6ejournée
| ? octobre | Pologne         | 59 | 38 | Corée du Nord    |
| ? octobre | Roumanie        | 39 | 70 | Union soviétique |
| ? octobre | Tchécoslovaquie | 80 | 53 | Hongrie          |
| ? octobre | Bulgarie        | 67 | 52 | Yougoslavie      |

#### 7ejournée
| ? octobre | Corée du Nord    | 50 | 84 | Tchécoslovaquie |
| ? octobre | Hongrie          | 49 | 63 | Roumanie        |
| ? octobre | Yougoslavie      | 42 | 35 | Pologne         |
| ? octobre | Union soviétique | 51 | 38 | Bulgarie        |

## Classement final
| Rang                      | Équipe           | J | V | D | PP  | PC  | Diff | Statut       |
| ------------------------- | ---------------- | - | - | - | --- | --- | ---- | ------------ |
| Médaille d'or, monde      | Union soviétique | 7 | 7 | 0 | 467 | 255 | +112 | Poule finale |
| Médaille d'argent, monde  | Bulgarie         | 7 | 6 | 1 | 403 | 318 | +85  | Poule finale |
| Médaille de bronze, monde | Tchécoslovaquie  | 7 | 5 | 2 | 467 | 358 | +109 | Poule finale |
| 4                         | Yougoslavie      | 7 | 3 | 4 | 317 | 395 | -78  | Poule finale |
| 5                         | Pologne          | 7 | 3 | 4 | 362 | 370 | -8   | Poule finale |
| 6                         | Roumanie         | 7 | 2 | 5 | 312 | 371 | -59  | Poule finale |
| 7                         | Hongrie          | 7 | 2 | 5 | 323 | 431 | -108 | Poule finale |
| 8                         | Corée du Nord    | 7 | 0 | 7 | 299 | 444 | -145 | Poule finale |

| Championne du monde 1959 |
| · Union soviétique · 1re titre |
| - 3 Nina Maximilanova - 4 Skaidrite Smildzinia - 5 Valentina Kostikova - 6 Maret-Mai Otsa - 7 Nina Posnanskaya - 8 Raisa Kuznetsova - 9 Ene Kitsing - 10 Jurate Doktorajte - 11 Nina Arcisevskaja - 12 Nina Yeryomina - 13 Galina Yaroshevskaya - 14 Helena Bitnere - Entraîneur : Stepas Butautas |